# Westdeutsche Allgemeine Zeitung

Logo

Westdeutsche Allgemeine Zeitung (zkráceně WAZ) jsou s nákladem 397 tisíc výtisků největší regionální noviny v Německu. 
Noviny Westdeutsche Allgemeine Zeitung vycházejí od roku 1948, v současnosti mají 28 lokálních mutací. Distribuční území se nachází v Porúří. Název Westdeutsche Allgemeine Zeitung, česky Západoněmecké všeobecné noviny, nemá žádné politické, ale pouze geografické pozadí.
Jejich vydavatelem je společnost Funke Mediengruppe, dříve označovaná jako WAZ-Mediengruppe (WAZ). Jde o třetího největšího německého vydavatele novin a časopisů s více než 500 tituly v osmi zemích. Firmu vlastní rodina Funke, sídlí v Essenu v Severním Porýní-Vestfálsku.
Kromě Německa vydává Funke Mediengruppe noviny v Rakousku, Maďarsku, Chorvatsku, Albánii a Rusku. Společnost založila společnost Media Print North Macedonia a vlastní několik novin a časopisů v Severní Makedonii a částečně vlastní také rakouské noviny Neue Kronen Zeitung a Kurier.